# Rauna (Lettland)
Rauna (deutsch Ronneburg) ist eine Ortschaft im Norden Lettlands und Zentrum der Gemeinde Rauna (Raunas pagasts).

## Geschichte
Die Ronneburg wurde 1262 unter dem Erzbischof von Riga Albert II. Suerbeer erbaut. Durch die Lage an der Handelsstraße von Riga nach Pleskau und Nowgorod war der Ort eines der wichtigsten Zentren des Erzbistums. Im 16. Jahrhundert wurde die Burg erweitert, der Ort verlor aber nach dem Livländischen Krieg seine strategische Bedeutung an Wenden. Im Zweiten Nordischen Krieg wurde die Burg zerstört.
Als Vorsitzender der landwirtschaftlichen Genossenschaft und der Sparkasse sorgte der örtliche Pastor Adam Jende, der 1918 von Bolschewiki getötet wurde, im Jahre 1909 für die Bebauung des Zentrums von Rauna.
Die Gemeinde sollte im Zuge einer Verwaltungsreform 2009 zum Bezirk Priekuļi kommen, bildete aber stattdessen eine Verwaltungsgemeinschaft mit Drusti, obwohl beide Gemeinden nicht direkt aneinandergrenzen. 2021 ging dieser Bezirk Rauna im Bezirk Smiltene auf.

## Sehenswürdigkeiten
- Die heutige evangelisch-lutherische Kirche wurde Ende des 13. Jahrhunderts erbaut und beherbergt Bildwerke aus dem 14. Jahrhundert. Hier bestand eine Gemeinde der Herrnhuter Brüdergemeine.
- Von der Ronneburg sind die Mauern des Hauptbaus erhalten.
- Unweit von Rauna am gleichnamigen Fluss Rauna befindet sich eine Tuffsteinquelle, genannt Raunas Staburags. Sie ist das einzige Naturobjekt dieser Art in Lettland, nachdem das Nationalsymbol Daugavas Staburags 1965 infolge des Baus eines Hydroelektrischen Werkes in der Düna versank.

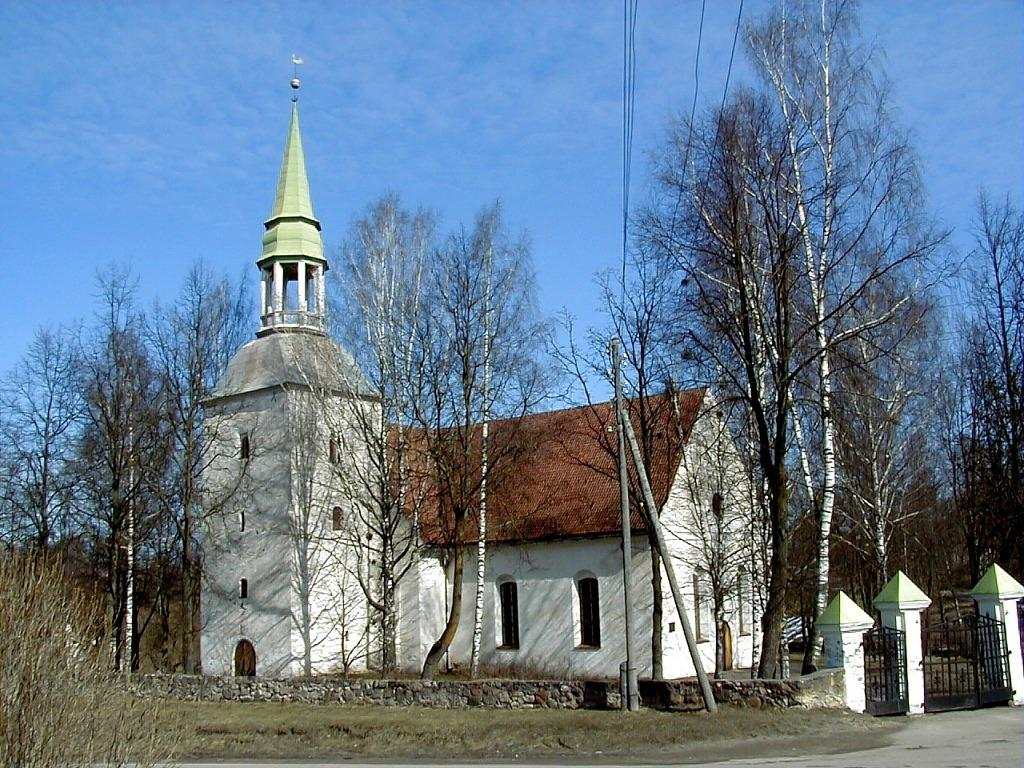
Lutherische Kirche Rauna
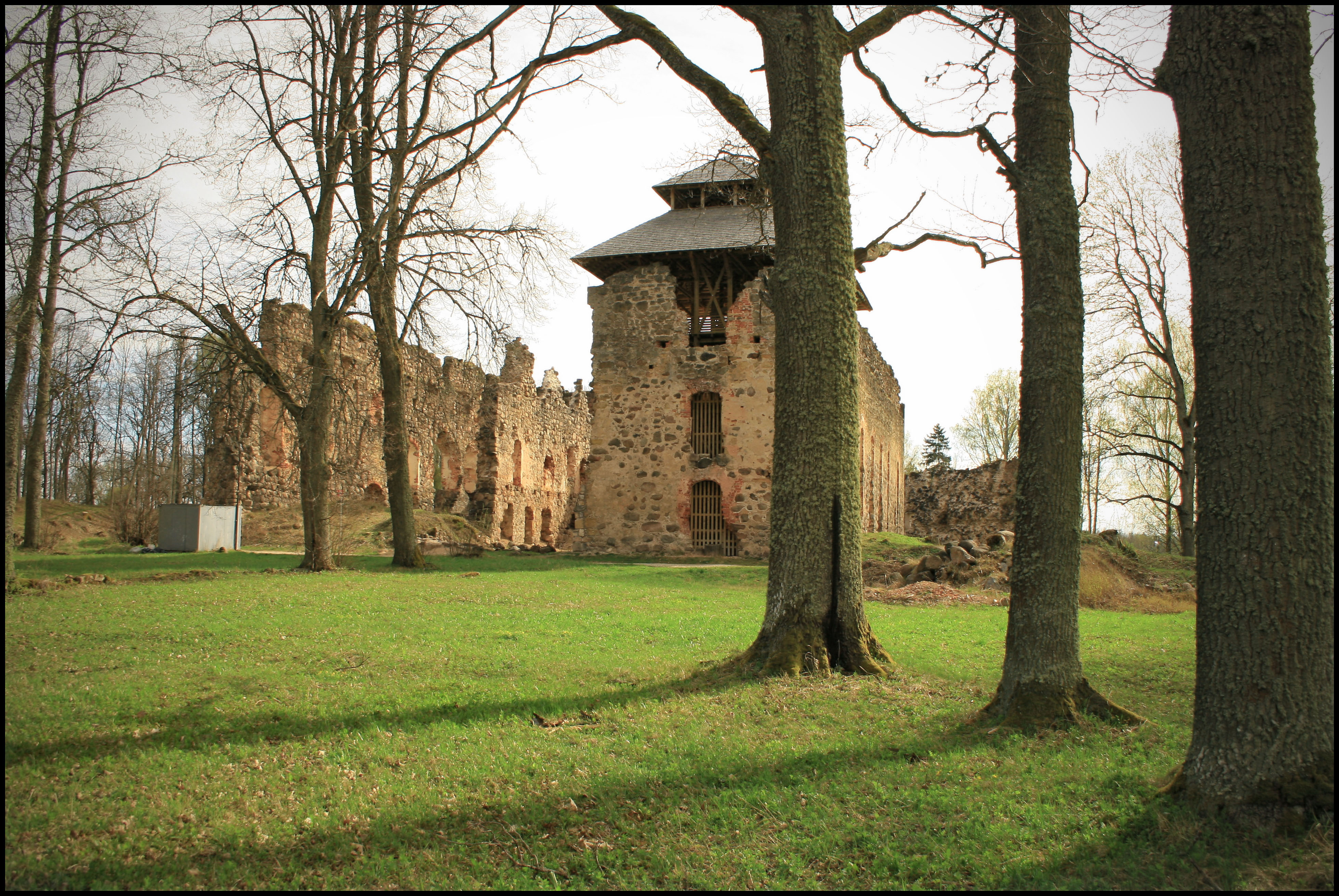
Ruine der Ronneburg
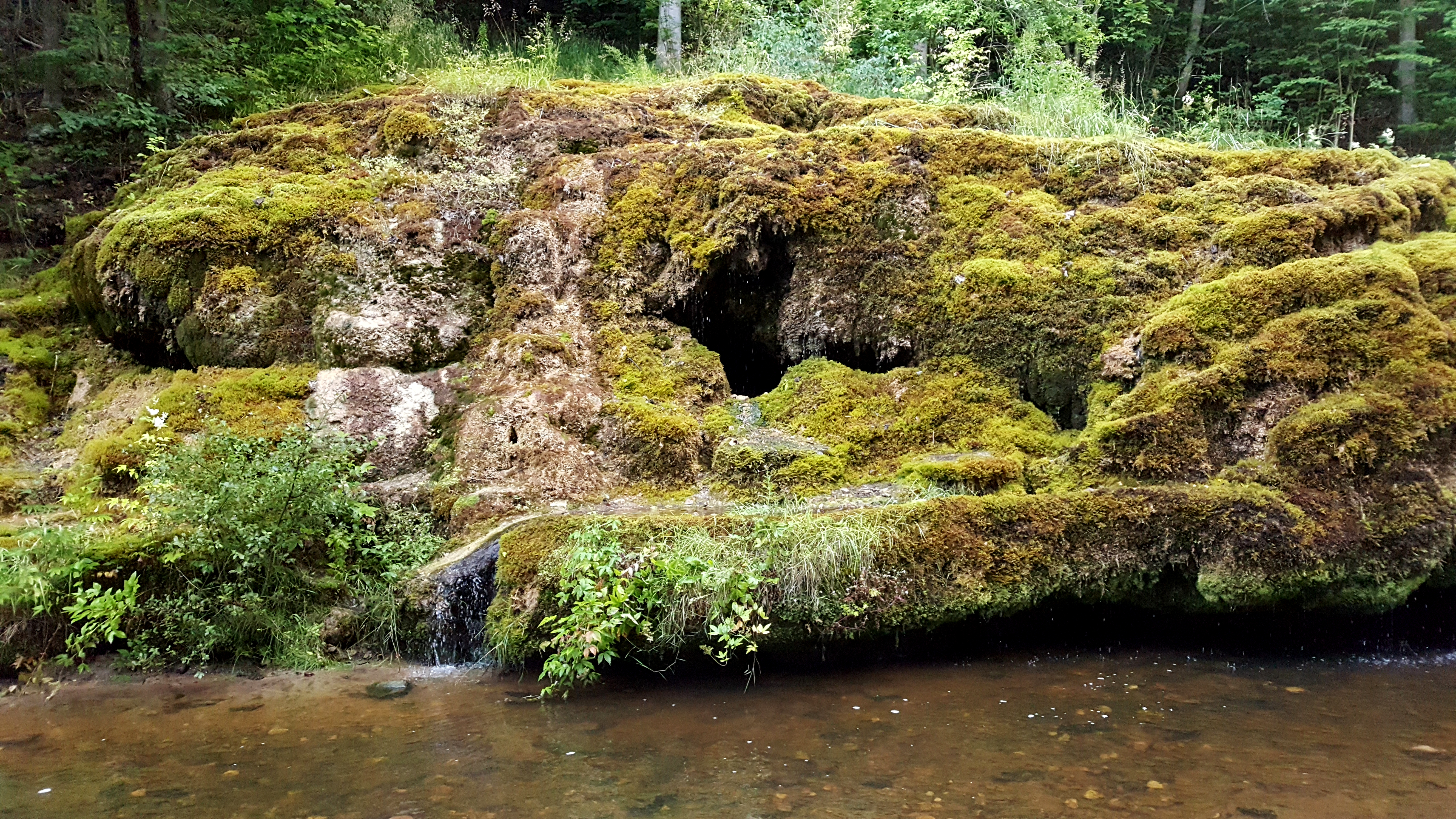
Tuffsteinquelle

## Persönlichkeiten
- Der Komponist, Folklorist und Pädagoge Jānis Cimze (1814–1881) wurde in der Gemeinde Rauna geboren.